# Puig Madrona
El Puig Madrona és un cim de 341 msnm ubicat entre els municipis del Papiol i Sant Cugat del Vallès, dins la serra de Collserola. A la part més alta hi ha una torre de vigilància d'incendis de 16 metres d'alçada, i al seu peu hi ha l'ermita de la Salut i el vèrtex geodèsic 286123001. A més es tenen coneixements d'un poblat ibèric a dalt del turó. Aquest cim està inclòs al llistat dels 100 cims de la FEEC.